# Верхній Уртуй
Верхній Уртуй (рос. Верхний Уртуй) — село у Константиновському районі Амурської області Російської Федерації. Розташоване на території українського історичного та етнічного краю Зелений Клин.
Входить до складу муніципального утворення Верхньоуртуйська сільрада. Населення становить 421 особу (2018).

## Історія
З 25 січня 1944 року підпорядковане Константиновському районі. З 20 жовтня 1932 року входить до складу новоутвореної Амурської області.
З 1 січня 2006 року входить до складу муніципального утворення Верхньоуртуйська сільрада.

## Населення
| 2002 | 2010 | 2012 | 2013 | 2014 | 2015 | 2016 |
| ---- | ---- | ---- | ---- | ---- | ---- | ---- |
| 510  | ↘438 | ↘432 | ↘423 | ↗430 | →430 | →430 |
| 2017 | 2018 |      |      |      |      |      |
| ↘427 | ↘421 |      |      |      |      |      |